# Decennale secondo
Decennale secondo (em português: A Segunda Década) é um poema do escritor renascentista italiano Nicolau Maquiavel. Publicado em 1509, é uma atualização do trabalho anterior de Maquiavel, A Primeira Década (Decennale Primo), publicado em 1504.